# Кеведо, Орландо Бельтран
Орландо Бельтран Кеведо (исп. Orlando Beltran Quevedo; род. 11 марта 1939, Лаоаг, Филиппины) — филиппинский кардинал. Епископ-прелат Кидапавана с 23 июля 1980 по 22 марта 1986. Архиепископ Новой Сеговии с 22 марта 1986 по 30 мая 1998. Архиепископ Котабато с 30 мая 1998 по 6 ноября 2018. Председатель Конференции католических епископов Филиппин с 1999 по 2003. Кардинал-священник с титулом церкви Санта-Мария-Реджина-Мунди-а-Торре-Спакката с 22 февраля 2014.

## Епископство
Кеведо был назначен епископом-прелатом Кидапавана Папой Иоанном Павлом II 28 октября 1980 года. После преждевременного возведения в сан диоцеза он принял титул епископа Кидапавана.

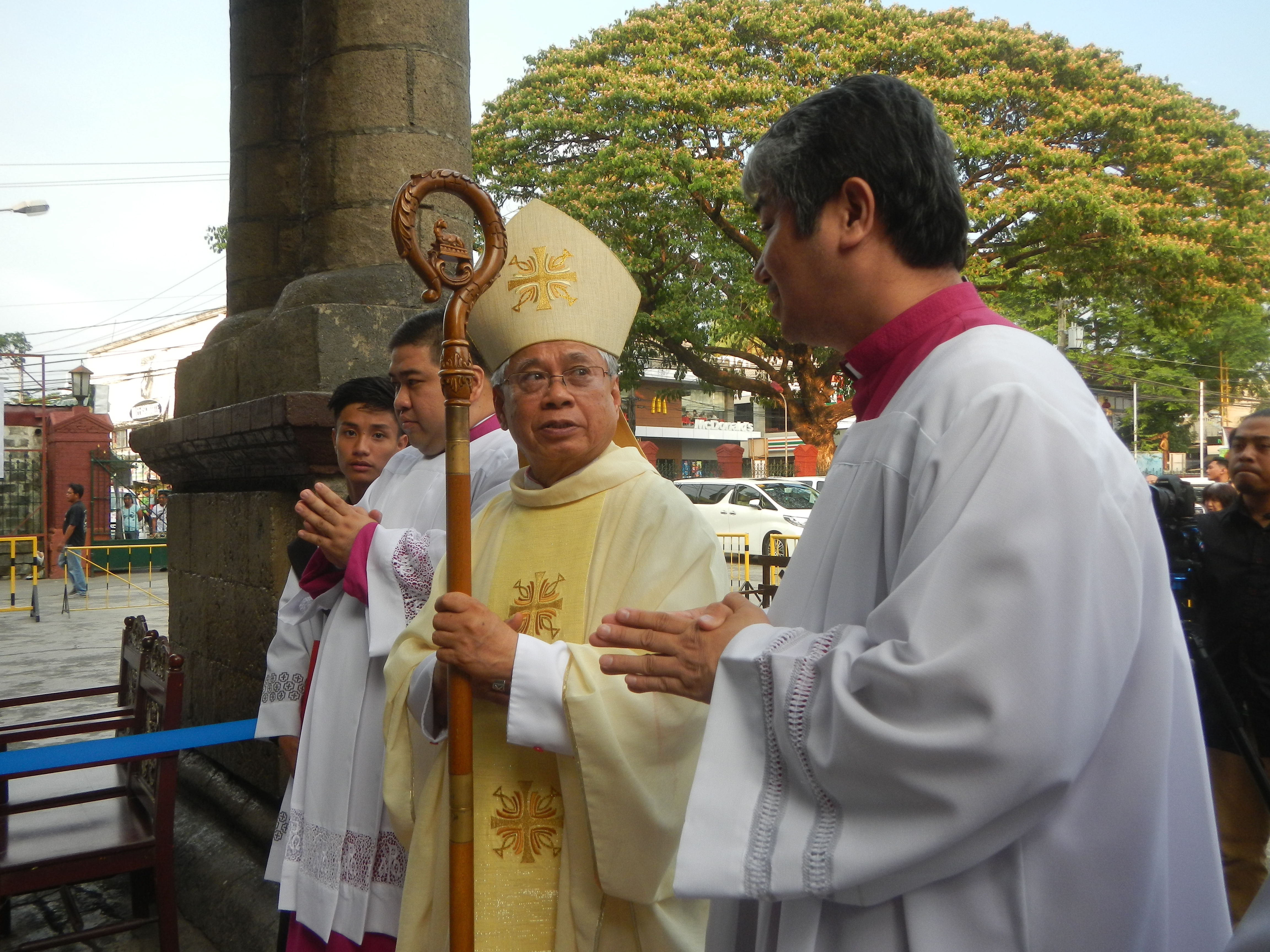
Орландо Бельтран Кеведо

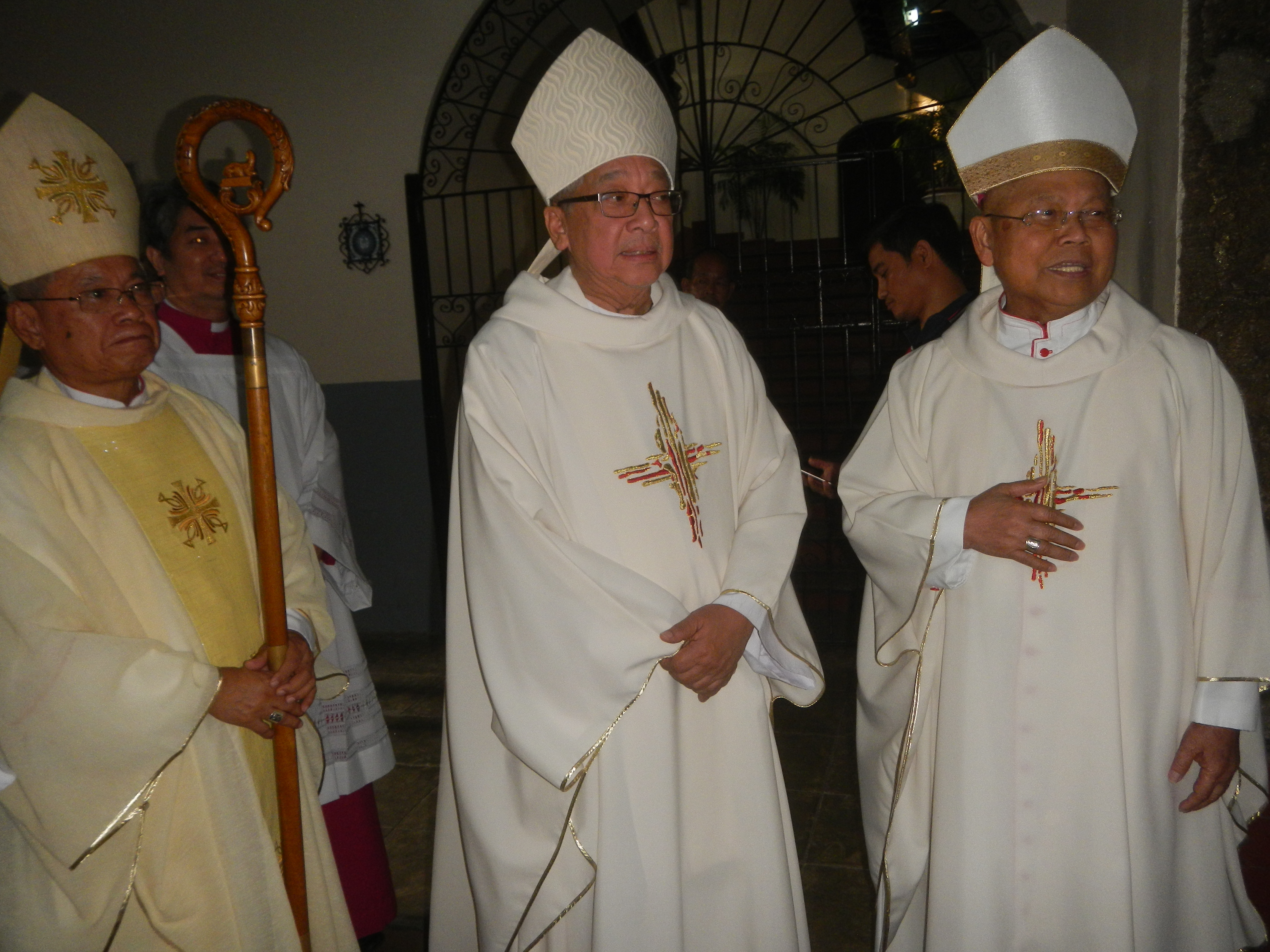
Орландо Бельтран Кеведо

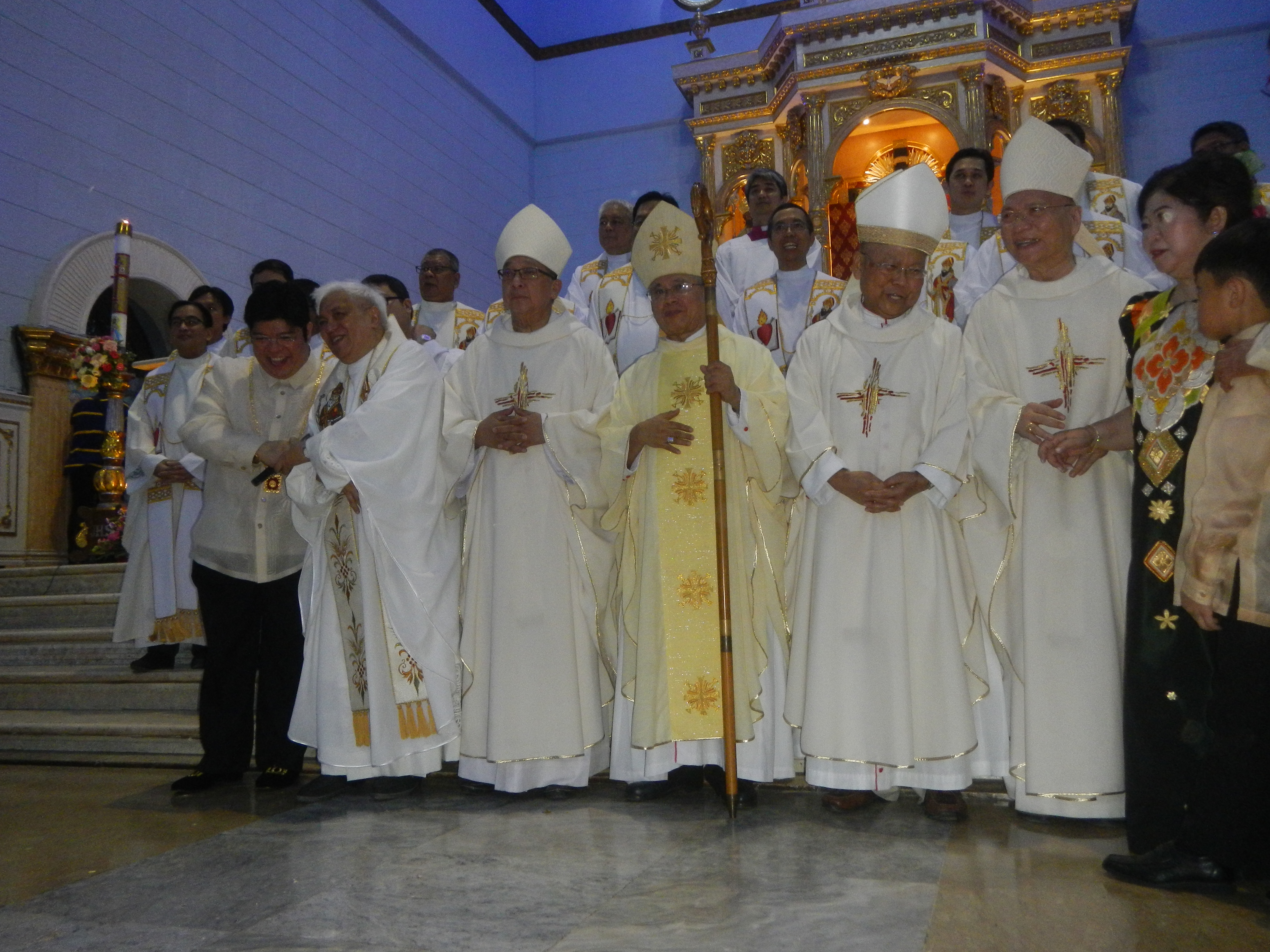
Орландо Бельтран Кеведо

22 марта 1986 года он был назначен архиепископом Новой Сеговии в Илокос-Суре, а 30 мая 1998 года он был назначен архиепископом Котабато.